# Gerald Murnane
Gerald Murnane (ur. 25 lutego 1939 w Coburgu w stanie Wiktoria, przedmieścia Melbourne) – australijski pisarz, nazwany przez „The New York Times” „największym żyjącym pisarzem anglojęzycznym, o którym większość ludzi nigdy nie słyszała”.
Jego najbardziej znane książki to The Plains (powieść o twórcy filmowym podróżującym do wewnętrznej Australii w celu filmowania równin pod patronatem zamożnych właścicieli ziemskich; uważana za metafizyczną przypowieść) oraz Inland. Jego twórczość jest ceniona w kręgach literackich (choć wywołuje kontrowersje), lecz niezbyt popularna. W jego powieściach pojawiają się wątki autobiograficzne. 
W 2018 roku jego autobiograficzna powieść Border Districts znalazła się na krótkiej liście nominowanych do nagrody im. Miles Franklin. Przez media uznawany za jednego z kandydatów do Literackiej Nagrody Nobla.